# Matt Block
Matthew Wayne „Matt“ Block, geb. Hervey, (* 16. Mai 1966 in Whittier, Kalifornien) ist ein ehemaliger US-amerikanischer Eishockeyspieler, der im Verlauf seiner aktiven Karriere zwischen 1983 und 1996 unter anderem 40 Spiele für die Winnipeg Jets, Boston Bruins und Tampa Bay Lightning in der National Hockey League auf der Position des Verteidigers bestritten hat. Den Großteil seiner Karriere verbrachte Block, der während selbiger unter seinem Geburtsnamen Hervey firmierte, jedoch in der American Hockey League und International Hockey League.

## Karriere
Block, der während seiner aktiven Karriere unter seinem Geburtsnamen Hervey firmierte und im US-amerikanischen Whittier im Bundesstaat Kalifornien geboren wurde, begann seine Juniorenkarriere im Jahr 1982 in der British Columbia Junior Hockey League bei den Richmond Sockeyes in der kanadischen Provinz British Columbia. Von dort zog es den Verteidiger in die Western Hockey League, wo er in den folgenden vier Jahren für die Victoria Cougars, Lethbridge Broncos und Seattle Thunderbirds auflief. Ebenso bestritt er wiederum einige Spiele für die Richmond Sockeyes in der BCJHL.
Nach Abschluss seiner Juniorenkarriere wechselte Hervey ungedraftet in den Profibereich. Er unterzeichnete einen Vertrag bei den Moncton Hawks aus der American Hockey League, über die er sich im Verlauf der Saison 1987/88 für einen Vertrag bei deren Kooperationspartner Winnipeg Jets aus der National Hockey League empfahl. Der Abwehrspieler stand in den folgenden drei Spielzeiten zwar weiterhin für die Hawks auf dem Eis, absolvierte im Spieljahr 1988/89 aber auch zwei Einsätze für Winnipeg in der NHL. Im August 1991, nachdem sein Vertrag ausgelaufen war, wechselte Hervey als Free Agent zu den Boston Bruins. Dort spielte er in der Saison 1991/92 16-mal für Boston, ansonsten für die Maine Mariners in der AHL. Nach nur einem Jahr in Boston wurde der gebürtige Kalifornier gemeinsam mit Ken Hodge junior zu den Tampa Bay Lightning transferiert, die im Gegenzug Darin Kimble nach Boston abgaben.
In Tampa teilten sich Herveys Einsätze – wie bereits im Vorjahr – zwischen dem NHL-Team und dem Farmteam in der International Hockey League, den Atlanta Knights auf. Es gelang dem Verteidiger jedoch nicht, sich dauerhaft in der National Hockey League zu etablieren, sodass er zur Saison 1993/94 keine weitere NHL-Anstellung fand. Er wechselte daher zu den Milwaukee Admirals in die IHL, für die er zwei Jahre – bereits unter dem Namen Block – aktiv war und zwischenzeitlich einige Partien für die Detroit Falcons in der Colonial Hockey League absolvierte. Nachdem Block vor der Saison 1995/96 innerhalb der IHL zu den Los Angeles Ice Dogs gewechselt war, beendete er nach der Spielzeit im Alter von 30 Jahren seine aktive Karriere.

## Erfolge und Auszeichnungen
- 1987 Centennial Cup All-Star Team

## Karrierestatistik
(Legende zur Spielerstatistik: Sp oder GP = absolvierte Spiele; T oder G = erzielte Tore; V oder A = erzielte Assists; Pkt oder Pts = erzielte Scorerpunkte; SM oder PIM = erhaltene Strafminuten; +/− = Plus/Minus-Bilanz; PP = erzielte Überzahltore; SH = erzielte Unterzahltore; GW = erzielte Siegtore; 1 Play-downs/Relegation; Kursiv: Statistik nicht vollständig)